# Tourist austria international
tourist austria international ist eine monatlich in Wien erscheinende touristische Fachzeitung, die 1970 (erste Ausgabe 28. September) vom zuvor als Pressesprecher der Austrian Airlines tätigen Journalisten Walter Norden gegründet wurde und als Medium für Tourismusexperten bis heute erscheint. Das Blatt richtet sich primär an im österreichischen Tourismus arbeitende Manager und hat eigenen Angaben zufolge eine Auflage von rund 10.000 Exemplaren. Weiters wird eine einschlägige Website betrieben. Zu den langjährig tätigen Mitarbeitenden zählen unter anderen Helmut Zolles, früherer Geschäftsführer der Österreich Werbung, und Günter Greul, seit Jahrzehnten Tourismusjournalist. Das Blatt wird von Christopher Norden, Sohn des Gründers, verlegt. Der Sitz des als GmbH geführten Blattes befindet sich heute an der Weyrgasse im 3. Wiener Bezirk, Landstraße.